# Bosch Spark Plug Grand Prix 1994
Bosch Spark Plug Grand Prix 1994 var ett race som var den femtonde och näst sista deltävlingen i PPG IndyCar World Series 1994. Racet kördes den 18 september på Nazareth Speedway. Paul Tracy tog sin andra seger för säsongen, vilket förde upp honom till tredje plats i mästerskapet, och gjorde att en mästerskapstrippel för Marlboro Team Penske kom allt närmre. Teamet tog dessutom sin femte trippelseger för säsongen, då redan klare mästaren Al Unser Jr. blev tvåa, med Emerson Fittipaldi på tredje plats.

## Slutresultat
| Plats | Förare              | Team                     | Grid | Kvaltid |
| ----- | ------------------- | ------------------------ | ---- | ------- |
| 1     | Paul Tracy          | Marlboro Team Penske     | 2    | 19,479  |
| 2     | Al Unser Jr.        | Marlboro Team Penske     | 18   | 20,546  |
| 3     | Emerson Fittipaldi  | Marlboro Team Penske     | 1    | 19,397  |
| 4     | Raul Boesel         | Dick Simon Racing        | 6    | 19,789  |
| 5     | Stefan Johansson    | Bettenhausen Motorsports | 10   | 20,083  |
| 6     | Teo Fabi            | Jim Hall Racing          | 9    | 20,060  |
| 7     | Jacques Villeneuve  | Forsythe/Green Racing    | 7    | 20,027  |
| 8     | Scott Goodyear      | Budweiser King Racing    | 21   | 20,736  |
| 9     | Michael Andretti    | Chip Ganassi Racing      | 19   | 20,561  |
| 10    | Maurício Gugelmin   | Chip Ganassi Racing      | 14   | 20,250  |
| 11    | Mike Groff          | Rahal-Hogan Racing       | 20   | 20,574  |
| 12    | Mark Smith          | Walker Racing            | 8    | 20,048  |
| 13    | Jimmy Vasser        | Hayhoe Racing            | 12   | 20,141  |
| 14    | Bobby Rahal         | Rahal-Hogan Racing       | 13   | 20,141  |
| 15    | Scott Sharp         | PacWest Racing           | 17   | 20,430  |
| 16    | Hiro Matsushita     | Dick Simon Racing        | 22   | 20,859  |
| 17    | Marco Greco         | Arciero Racing           | 24   | 21,021  |
| 18    | Willy T. Ribbs      | Walker Racing            | 25   | 21,139  |
| 19    | Dominic Dobson      | PacWest Racing           | 16   | 20,427  |
| 20    | Alessandro Zampedri | Dale Coyne Racing        | 26   | 21,311  |
| 21    | Adrián Fernández    | Galles Racing            | 11   | 20,131  |
| 22    | Nigel Mansell       | Newman/Haas Racing       | 3    | 19,548  |
| 23    | Robby Gordon        | Walker Racing            | 4    | 19,738  |
| 24    | Eddie Cheever       | A.J. Foyt Enterprises    | 23   | 20,902  |
| 25    | Mario Andretti      | Newman/Haas Racing       | 5    | 19,747  |
| 26    | Arie Luyendyk       | Indy Regency Racing      | 15   | 20,260  |